# Bonde da Stronda
Bonde da Stronda est un groupe de pop brésilien de Rio de Janeiro formé en 2006,,.

## Discographie

### Albums
- 2008 - Stronda Style	(Self-release)[4]
- 2009 - Nova Era da Stronda	(Galerão Records)[5],[6]
- 2011 - A Profecia	(Galerão Records/Radar Records)[7],[8],[9]
- 2012 - Corporação	(Galerão Records)[10],[11]
- 2013 - Feito pras Damas	(Galerão Records) [12],[13]
- 2013 - O Lado Certo da Vida Certa	(Galerão Records) [14],[15],[16],[17]